# Illustrious (Schiff, 1940)
Die HMS Illustrious (R87) war der erste von sechs Flugzeugträgern der Illustrious-Klasse, der Ende der 1930er-Jahre für die Royal Navy gebaut wurde.

## Geschichte
Die Marinehaushalte der Jahre 1936 und 1937 sahen die Beschaffung von je zwei Flugzeugträgern vor. Admiral Sir Reginald Henderson, der für die Beschaffung zuständige Dritte Seelord, war entschlossen, nicht nur eine etwas modifizierte Variante der noch im Bau befindlichen Ark Royal zu beschaffen. Er war überzeugt, dass Flugzeugträger sich nicht durch ihre Flugzeuge verteidigen könnten, solange nicht ein zuverlässiges Frühwarnsystem zur Verfügung stand. Ohne ein solches System würden sie Angriffen von Landflugzeugen ausgesetzt sein, insbesondere in den zu erwartenden Einsatzgebieten, wie der Nordsee und dem Mittelmeer. Außerdem mussten die neuen Träger auch nach Angriffen, die Schäden verursacht hatten, noch einsatzbereit sein. Zudem waren die empfindlichen Flugzeuge zu schützen.
Diese Forderungen konnten nur durch eine Panzerung des Hangars erreicht werden. Diese führte zu höheren Toppgewichten und erlaubte nur den Einbau eines Hangardecks, um den Trägern hinreichende Stabilität zu lassen. Gegenüber den bisherigen Trägern halbierte sich so auch die Zahl der möglichen Flugzeuge an Bord der Schiffe der Illustrious-Klasse. Man verringerte folglich das offensive Potential der Schiffe, um die Überlebensfähigkeit zu verbessern.
Die Aufträge des Haushaltsjahrs 1936 gingen an Vickers-Armstrong und entstanden auf der Werft in Barrow-in-Furness bzw. zum High Walker Yard in Newcastle-on-Tyne. Die Illustrious wurde am 27. April 1937 auf Kiel gelegt, am 5. April 1939 vom Stapel gelassen und durch Lady Henderson, die Ehefrau des Dritten Seelords, getauft. Als Versuchsträger in der Nachkriegsverwendung wurden nur noch 1090 Mann für ihren Einsatz benötigt. Die Abnahme des Trägers verzögerte sich, da er mit einer neu entwickelten Radaranlage ausgestattet wurde, deren Installation den Einbau eines zusätzlichen Masts hinter der Insel erforderlich machte.
Die Abnahmetests erfolgten in der Irischen See, und am 25. Mai 1940 folgte die Übernahme des Trägers durch die Royal Navy. Statt vor Dakar ging der Träger zum work-up in die Karibik. Die Flugzeuggruppe umfasste die Staffeln 815 und 819 mit zusammen 21 Fairey-Swordfish-Torpedobombern, die auch für Aufklärungsaufgaben eingesetzt wurden, und die Jagdstaffel 806 mit vorerst neun Jagdflugzeugen (vier Blackburn Skua und zwei Blackburn Roc sowie drei Fairey Fulmar). Der Kriegseinsatz des Schiffes sollte im Mittelmeer erfolgen.

### Mittelmeer

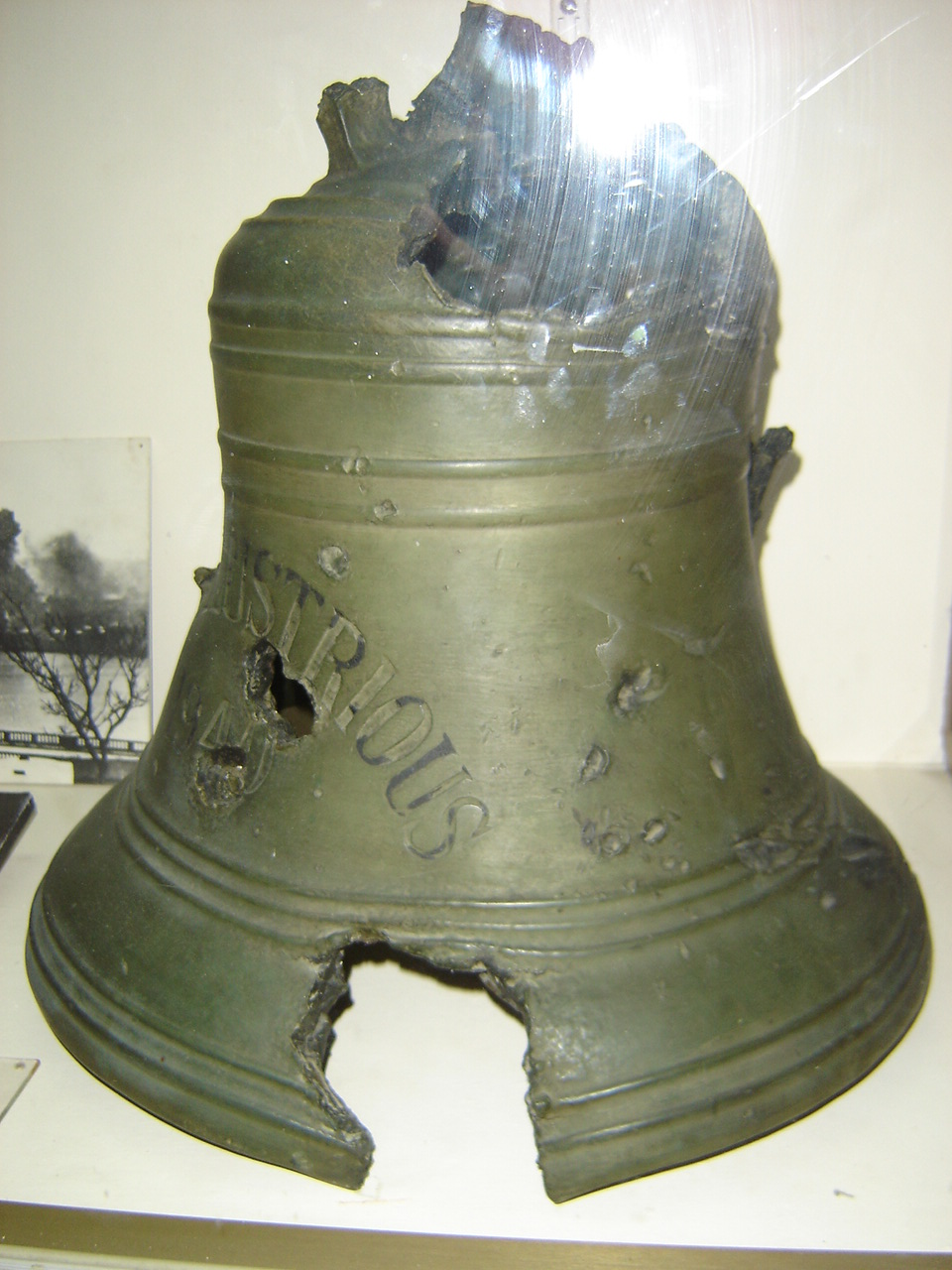
Die beschädigte Schiffsglocke der Illustrious im Kriegsmuseum auf Malta

Aufgrund des Kriegeintritts von Italien wurde die Illustrious im August 1940 zur Mittelmeerflotte unter dem Kommando von Admiral Cunningham abkommandiert, wo sie an Versorgungsoperationen für Malta teilnahm. Mit dem Beginn von Operation Hats am 29. August vereinigte sich die Force F (bestehend aus der Valiant, der Illustrious und den Kreuzern Calcutta und Coventry) mit der Mittelmeerflotte (bestehend aus der Eagle und den Schlachtschiffen Malaya, Warspite, dem 3. und 7. Kreuzergeschwader sowie 13 Zerstörern) um den Konvoi MF.2. Dieser umfasste drei Frachter mit 36.000 t Nachschub, darunter Verstärkung und Munition, und sollte nach Malta geleitet werden. Bei der Rückkehr teilte Cunningham seine Flotte in Force I (bestehend aus der Illustrious, der Warspite, der Valiant, der Calcutta und sieben Zerstörern) und Force E (bestehend aus der Malaya, der Eagle, der Coventry und den restlichen Zerstörern). Während Force E sich von Süden her Kreta nähern sollte, erhielt Force I den Befehl, eine Position nordöstlich bei Dodekanes einzunehmen. Dort sollten die Schiffe einige Tage lang patrouillierten, in der Hoffnung, die italienische Marine abzufangen, falls diese die italienische Armee bei ihrer Invasion in Griechenland unterstützte. Zwar konnten Flieger der Illustrious und der Eagle den Flugplatz von Maritza auf Rhodos angreifen, doch kam es zu keinem weiteren Kontakt.
Am 15. September 1940 liefen Teile der Mittelmeerflotte aus, um mit den Flugzeugen der Illustrious Bengasi anzugreifen. Der Angriff der Trägerflugzeuge erfolgte in der Nacht zum 17. September mit Minen und Bomben. Der Zerstörer Borea und zwei Frachter wurden durch Bombentreffer versenkt, weitere Schiffe, darunter die Aquilone, liefen auf Seeminen und sanken.
Vom 8. bis zum 14. Oktober begleitete die Illustrious den Konvoi MF.3 von Alexandria nach Malta und die Konvois ME.4 und AS.4 von Malta und Griechenland nach Alexandria. Dabei attackierten mehrere Swordfish den Hafen von Lakki auf Leros.
Den Gegenangriff italienischer Torpedoboote und Zerstörer wehrte der Kreuzer Ajax ab; er versenkte zwei Torpedoboote und beschädigte weitere Einheiten. Ein Sunderland-Flugboot entdeckte die schwerbeschädigte Artigliere im Schlepp des Schwesterschiffs Camicia Nera. Am 13. konnten noch drei Swordfish der Illustrious heranführt werden, die jedoch keine Treffer erzielten. Erst die Annäherung des Kreuzers York führte zur Aufgabe der Artigliere. Am Abend des 14. griffen italienische Torpedoflugzeuge den britischen Verband an und erzielten einen schweren Treffer auf der Liverpool. In der Nacht zum 25. griffen vierzehn Flugzeuge der beiden britischen Träger Tobruk mit Bomben an und verminten erneut die Hafeneinfahrt.
Vom 29. Oktober bis zum 2. November sicherte die Illustrious mit der Mediterranean Fleet die Landung britischer Heeres- und Luftwaffenstreitkräfte auf Kreta.

#### Angriff auf Tarent
Um das Kräfteverhältnis im Mittelmeer zugunsten der Briten zu beeinflussen, entwickelte Konteradmiral Lumley Lyster einen Angriffsplan auf den Hafen von Tarent. Der Angriff sollte am 21. Oktober durchgeführt werden, dem Jahrestag des britischen Sieges in der Schlacht von Trafalgar. Mehrere Zwischenfälle sorgten jedoch dafür, dass der Angriff auf den 11. November verschoben werden musste.
An diesem Tag gegen 18:00 Uhr stach die Illustrious zusammen mit der York, der Gloucester, der Hyperion, der Hasty, der Havock und der Ilex in See. Gegen 21:00 Uhr hatte sie eine Position etwa 270 km südöstlich von Tarent eingenommen. Kurz darauf startete die erste Angriffswelle, bestehend aus zwölf Swordfish-Maschinen. Gegen 22:58 Uhr erreichte die erste Welle den Hafen und teilte sich in zwei Gruppen. Die sechs mit Torpedos bestückten Maschinen erzielten einen Treffer auf der Conte di Cavour sowie je einen Treffer auf der Littorio. Die Andrea Doria und die Vittorio Veneto wurden verfehlt. Die zweite Welle, die eine Stunde später gestartet war, erreichte nun den Hafen und bombardierte einen Treibstofftank sowie die Caio Duilio.

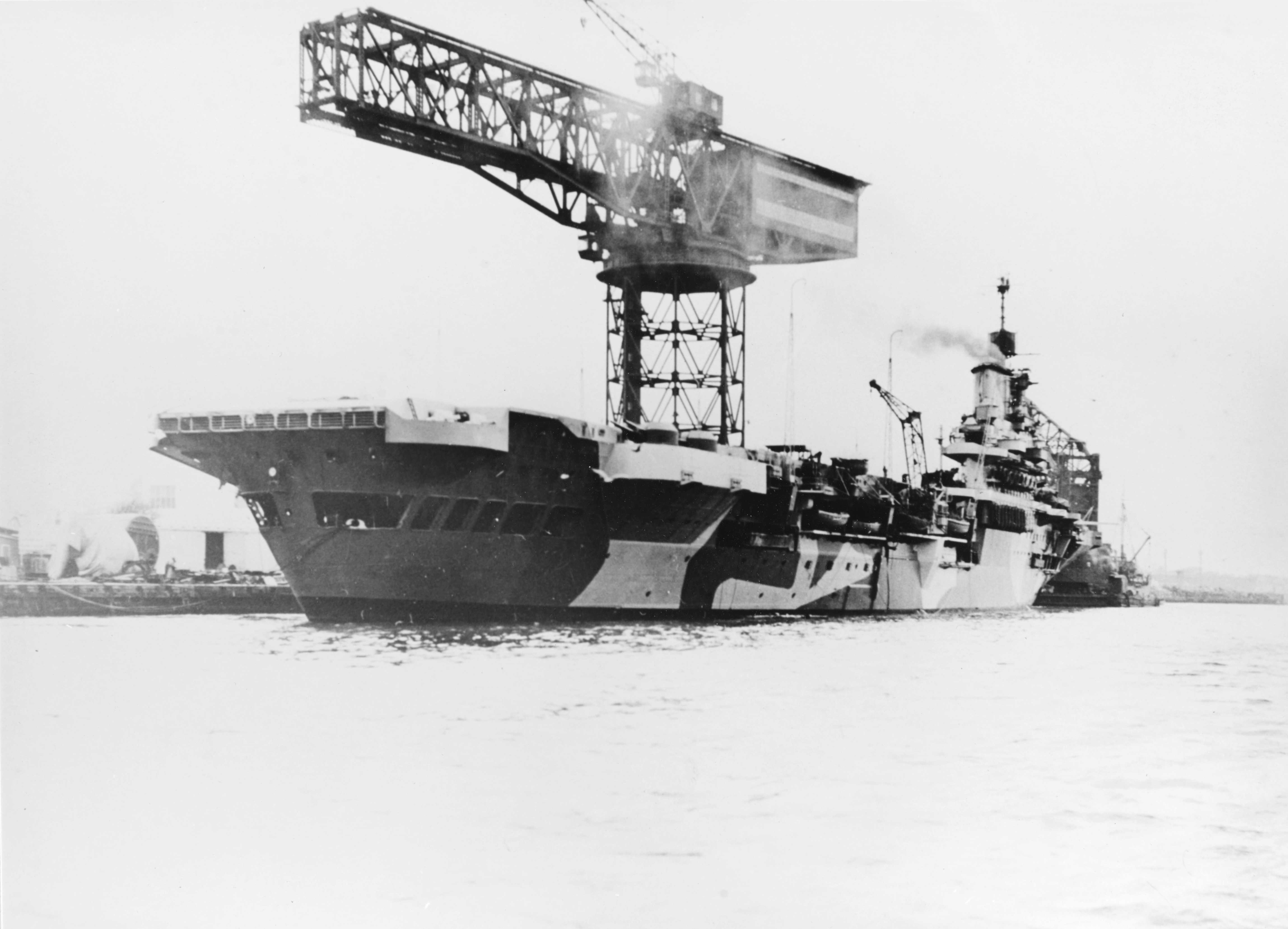
Die HMS Illustrious (R87) in der Werft von Norfolk im November 1941

Am 7. Januar 1941 geleitete die Illustrious im Rahmen von Operation Excess einen weiteren Versorgungskonvoi nach Malta. Dabei wurde sie am Morgen des 10. von Junkers Ju 87R der I. Gruppe des Sturzkampfgeschwaders 1 (I./StG 1) und der II./StG 2 unter dem Kommando von Paul-Werner Hozzel angegriffen. Schwer beschädigt durch acht Bombentreffer lief sie zu Reparaturarbeiten nach Malta. Da ihre Maschinen nur sehr langsame Fahrt machen konnten (18 Knoten) und sie durch den Rauch des Feuers weithin sichtbar war, konnten die Italiener weitere Angriff auf das Schiff starten. Gegen 22:15 Uhr erreichte die Illustrious ihren Ankerplatz, und um 3:00 Uhr morgens waren sämtliche Feuer an Bord gelöscht. Obwohl sie am 16. und 19. Januar weiteren Angriffen ausgesetzt war, konnte sie Malta am 23. Januar verlassen und erreichte ohne weitere Zwischenfälle am Mittag des 25. Januar Alexandria. Dort wurden weitere Reparaturen vorgenommen, um sie für eine Überfahrt nach Virginia vorzubereiten. Am 20. März verließ das Schiff Port Suez und erreichte die Marinewerft von Norfolk am 12. Mai, wo das Schiff überholt und die Unterwasserschäden behoben werden sollten.

### 1942: Einsatz im Indischen Ozean

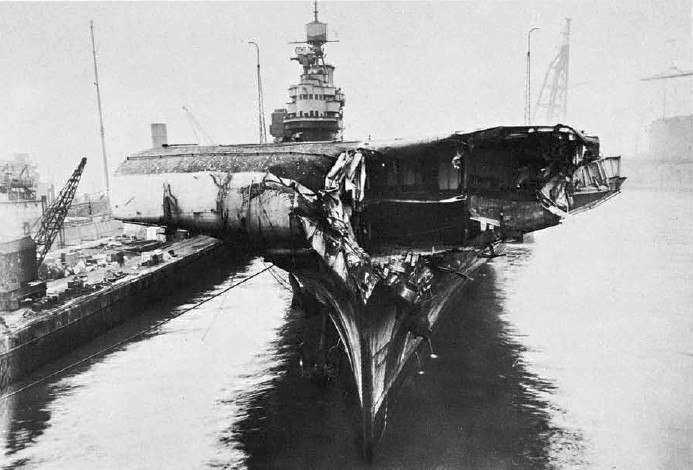
Die Illustrious nach der Kollision mit der Formidable auf dem Rückmarsch aus den USA

Erst im März 1942 war die Illustrious wieder einsatzbereit und wurde nun in den Indischen Ozean verlegt, da Japan inzwischen auf Seiten der Achsenmächte in den Krieg eingetreten war. Auf der Fahrt zum Indischen Ozean kam es vor dem Erreichen von Freetown zu einem Feuer an Bord, bei dem zehn Swordfish und eine Fulmar an Bord verbrannten und vier Seeleute starben. Einige Wochen später nahm sie zusammen mit der Indomitable an der Operation Ironclad, der Landung der Alliierten im von Vichy-Frankreich kontrollierten Madagaskar in Diego Suarez teil. Am 5. Mai versenkten Flugzeuge der beiden Träger das vichyfranzösische U-Boot Bévéziers.

### 1943: Erneuter Einsatz im Mittelmeer
Am 5. August 1943 verließ das Schiff die Home Fleet, um im Mittelmeer die beschädigte Indomitable zu ersetzen. Dabei geleitete die Illustrious die Queen Mary mit Winston Churchill an Bord auf dem Weg nach Quebec, bis diese außerhalb der Reichweite der deutschen Luftwaffe war. Anschließend setzte der Träger seine Fahrt nach Gibraltar fort, wo er sich Force H anschloss. Zusammen mit der Formidable wurde der Träger am 21. August nach Malta verlegt, um die geplante Landung der Alliierten in Salerno im September 1943 (Operation Avalanche) gegen ein Eingreifen der italienischen Flotte abzusichern. Auf der Fahrt zur Sicherungsposition wurde der britische Verband in der Nacht zum 9. September von 30 deutschen Torpedobombern angegriffen, deren Angriff im Flakfeuer der beiden Träger, der Schlachtschiffe Nelson und Rodney sowie des Sicherungsschirms scheiterte. Die Flugzeuggruppe der Illustrious umfasste bei dem Einsatz zur Sicherung von Avalanche erstmals 50 Maschinen (Staffel 810 mit zwölf Fairey Barracuda II, Staffeln 878 und 890 mit 28 Martlet V sowie Staffel 894 mit zehn Supermarine Seafire L.IIc). Die Seafires mussten an Deck geparkt werden, da sie nicht über beiklappbare Tragflächen verfügten. Schon am 12. wurde die Illustrious von der Aufgabe abgezogen. In den drei Tagen Einsatz hatten ihre Jagdflugzeuge 214 Einsätze ohne einen Verlust oder Unfall geflogen. Sechs ihrer Seafires wurden an den Leichten Träger Unicorn abgegeben und waren dann auch von einem der ersten Landestreifen im Landungsbereich im Einsatz.
Ein weiterer Einsatz des Trägers beim geplanten Dodekanes-Feldzug wurde zeitweise erwogen. Ende September verlegte die Illustrious mit der Formidable wieder nach Großbritannien, wo die Illustrious am 29. Oktober in Birkenhead in die Werft kam, um für einen künftigen Einsatz bei der Eastern Fleet hergerichtet zu werden. Sie wurde für den Einsatz von Chance-Vought F4U-1B Corsair II hergerichtet, das Katapult wurde für die Nutzung durch vollbeladene Barracudas verstärkt, das Flugdeck erneut etwas verlängert und ein zusätzliches Paar kraftgesteuerter Oerlikon-Zwillinge installiert.

### 1944: Einsatz im Pazifik/Indischen Ozean
1944 schloss sich der Träger der britischen Eastern Fleet an, wo er bei den Angriffen auf die indonesischen Inseln von Sabang am 22. Juli 1944 und Palembang am 24. Januar und 29. Januar 1945 teilnahm. Die drei letzten Angriffe erfolgten während des Verlegungsmarsches der British Pacific Fleet von Ceylon nach Australien. Zum Verband unter Vizeadmiral Bernard Rawlings gehörten das Schlachtschiff King George V. neben der Illustrious die Träger Indomitable, Indefatigable und Victorious, die Kreuzer Ceylon, Black Prince, Argonaut und Euryalus sowie die Zerstörer Grenville, Undine, Urchin. Ursa, Undaunted, Kempenfelt, Wakeful, Whirlwind, Wager, Wessex und Whelp. In Australien wurde zur Aufnahme von Versorgungsgütern erst Fremantle angelaufen. Der britische Verband marschierte dann um Australien nach Sydney, seiner künftigen Basis. Am 4. März fuhr der Träger dann mit der britischen Pazifikflotte nach Manus, seiner Einsatzbasis, und schließlich am 19. März nach Ulithi, wo sich die BPF der 5. Flotte der US Navy anschloss.
Danach wurde die BPT als Task Force 57 Teil der amerikanischen Pazifikflotte. Die Flotte sicherte die Landungsoperationen bei Okinawa, wo das Schiff ihre letzte Battle Honour erwarb. Den britischen Streitkräften hatten die Amerikaner für diesen Angriff nur eine Nebenrolle zugedacht. Sie sollten die japanischen Flugplätze auf den Sakishima-Inseln zwischen Okinawa und Formosa neutralisieren, von denen Angriffe auf die alliierte Flotte erfolgen könnten und über die Verstärkungen der japanischen Luftstreitkräfte nach Okinawa eingeflogen werden konnten. Während der Einsätze im Pazifik wurde das Schiff zweimal von Kamikaze-Flugzeugen getroffen, erlitt jedoch aufgrund des gepanzerten Flugdecks, im Gegensatz zu den ebenfalls getroffenen amerikanischen Trägern, keine schwereren Schäden. Obwohl der Träger nach den Treffern noch an einem Trägerangriff gegen Formosa teilgenommen hatte, stellte man in der vorgeschobenen Basis Leyte massivere Schäden am Schiff fest. Der Träger war nicht mehr voll einsatzfähig. Die Schäden waren schwerwiegender als zunächst angenommen. Gesichert von den Zerstörern Whelp und Wager verlegte der Träger ab dem 24. Mai nach Sydney. Da dort die notwendigen Arbeiten nicht durchgeführt werden konnten, wurde der Träger dann ohne Begleitung in die Heimat entlassen, wo er am 27. Juni 1945 eintraf.

### Nach dem Krieg

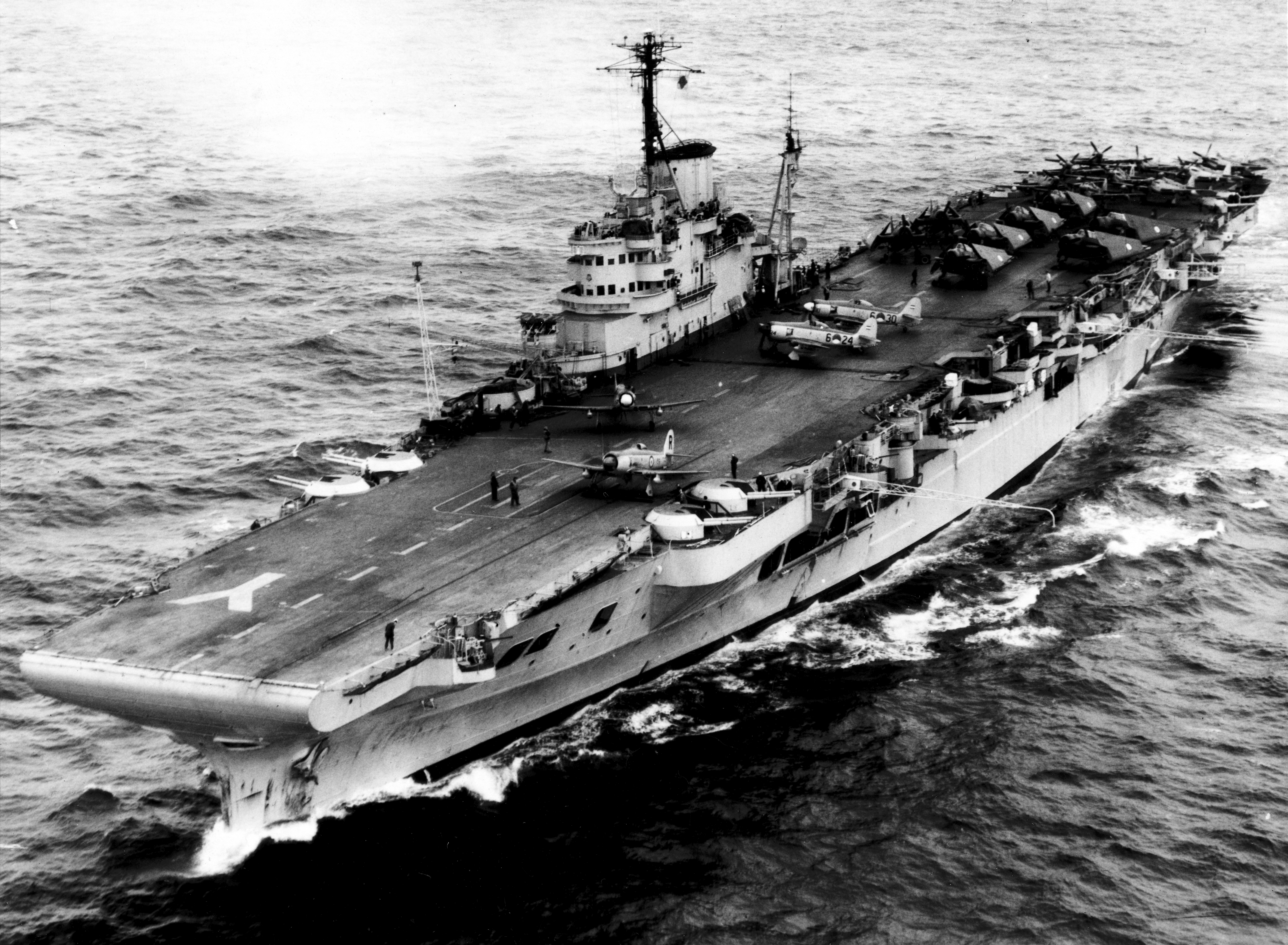
Illustrious 1954

Nach dem Krieg diente die Illustrious als Trainings- und Übungsträger. Im Sommer 1946 war die Reparatur und erneute Ausrüstung des Trägers abgeschlossen. Sie löste die Triumph als Träger für Versuche ab und führte ab dem Spätsommer Tests mit Firefly FR.4, Firebrand TF.4, Sea Mosquitoes und Sea Vampires durch. Im September und Oktober 1947 fanden auf ihr die ersten Trägertests mit dem Prototyp der Supermarine Attacker statt. Vom 21. November bis zum 11. Dezember transportierte der Träger den Ersatz für 2000 zur Entlassung anstehende Wehrpflichtige nach Malta, die auf dem Träger in die Heimat zurückkehrten. Von Januar bis August 1948 wurde sie noch einmal überholt und führte anschließend Versuche mit Avengers, Fireflies, Meteors, Sea Hornets, Vampires und Seafires durch.
Am 16. Juni 1950 landete mit dem Prototyp des U-Boot-Jägers Fairey Gannet erstmals eine Maschine mit Turboprop-Triebwerk auf einem Träger. Anfang November folgten mit Landungen und Starts des Supermarine-510-Versuchsflugzeugs die ersten Einsätze einer Düsenmaschine mit gepfeilten Flügeln von einem Träger und am 9. Juli 1951 die erste Trägerlandung einer de Havilland Sea Venom. Daneben wurde die Illustrious für die normale Schulung eingesetzt und gelegentlich auch an Übungen beteiligt. Ende 1951 transportierte der Träger in zwei Fahrten Truppen nach Zypern, als dort Unruhen ausgebrochen waren. Im Herbst 1952 nahm der Träger mit 20 Fireflies and 8 Sea Furies an einer NATO-Übung vor Norwegen teil, wobei die Maschinen von der Staffel 824 und zwei niederländischen Staffeln eingesetzt wurden. Die Illustrious wurde im Februar 1955 in Devonport ausgemustert und der Reserve unterstellt. und am 3. November 1956 an British Iron & Steel Co. zum Abwracken verkauft.

## Einsatzstaffeln

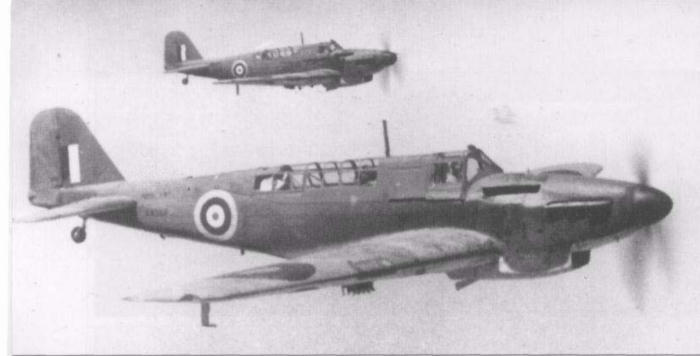
Fulmar Mk I

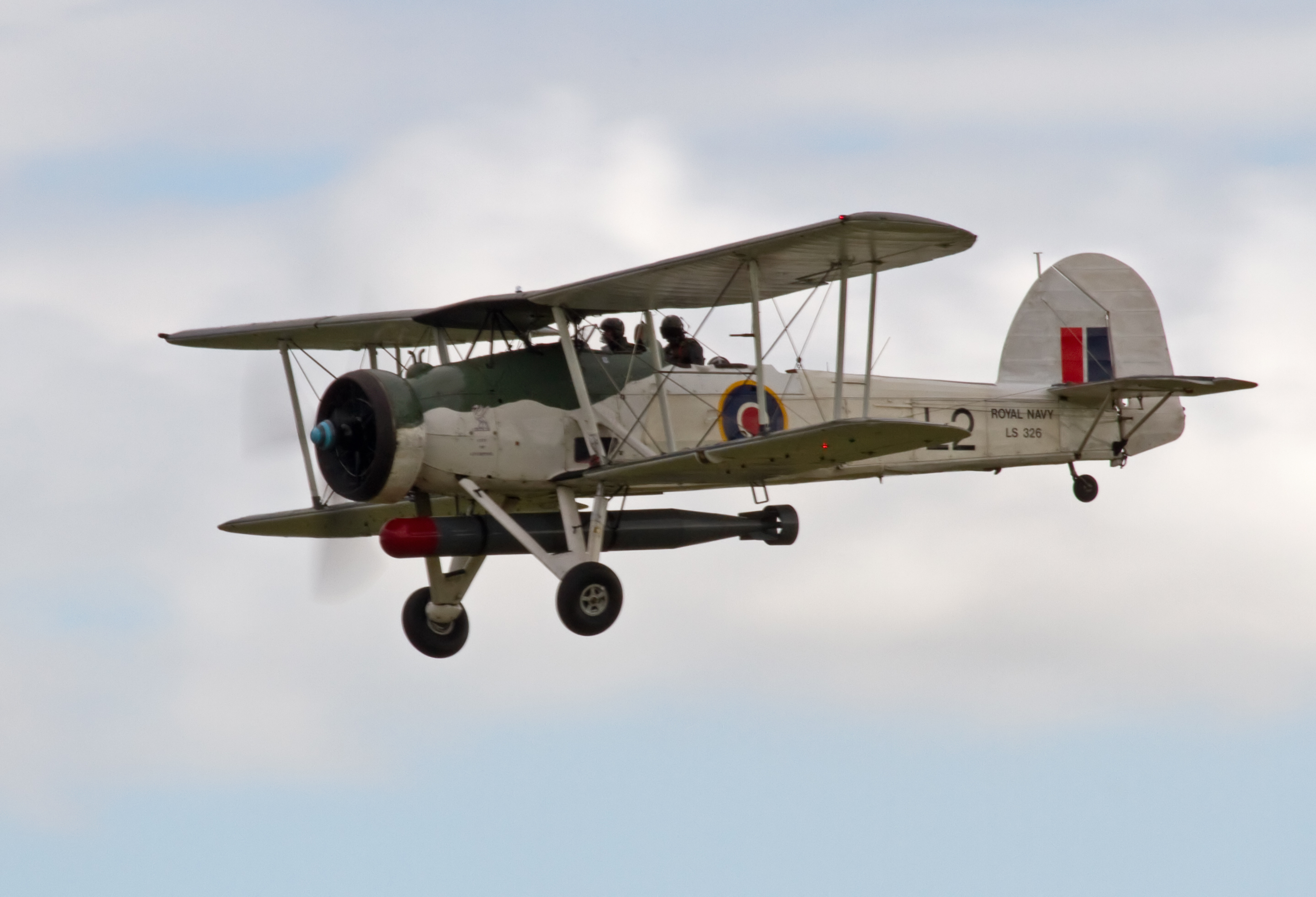
Swordfish

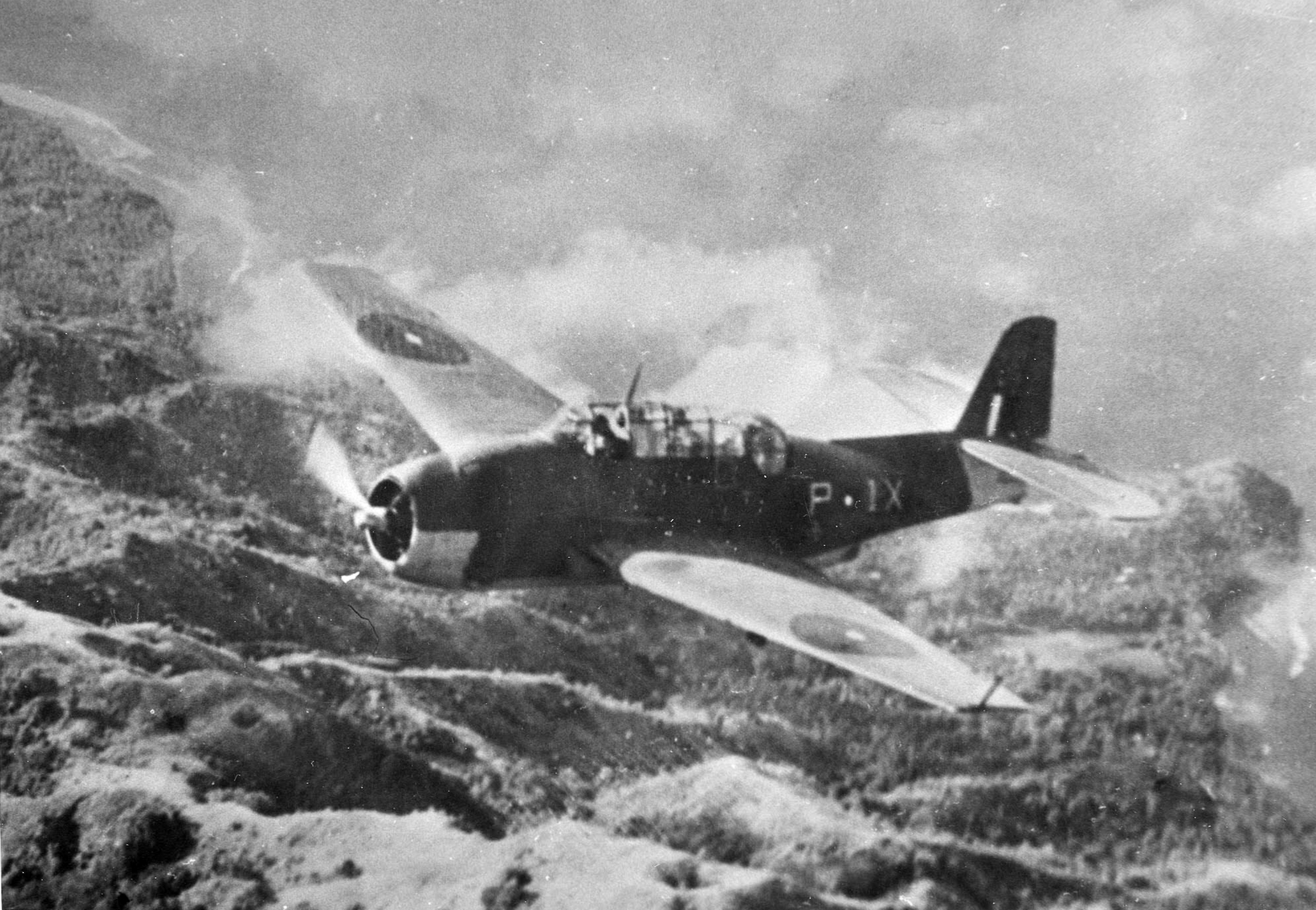
Avenger

| Staffel | Flugzeugtyp                                   | an Bord                                                     | Anmerkungen                                               |
| ------- | --------------------------------------------- | ----------------------------------------------------------- | --------------------------------------------------------- |
| 806     | Blackburn Skua (bis Juli 1940), Fairey Fulmar | 11. Juni 1940 bis 11. Januar 1941                           | zeitweise auch einige Gloster Sea Gladiator               |
| 815     | Fairey Swordfish                              | 11. Juni 1940 bis 10. Januar 1941                           |                                                           |
| 819     | Fairey Swordfish                              | 11. Juni 1940 bis 10. Januar 1941                           | aufgelöst                                                 |
| 829     | Fairey Swordfish                              | 2. bis 8. Dezember 1941, 7. März bis 21. September 1942     | 1941 in Karibik an Bord, für Rückmarsch UK auf Formidable |
| 810     | Fairey Swordfish 4.43: Fairey Barracuda II    | 2. bis 8. Dezember 1941, 10. März 1942 bis 2. November 1944 | 1941 wie vor, Illustrious transportierte 23 Martlet       |
| 881     | Grumman Martlet II, Fairey Fulmar             | 15. März 1942 bis 18. Februar 1943                          | –                                                         |
| 882     | Grumman Martlet I                             | 22. März bis 7. September 1942                              | von Archer, später mit 881 verschmolzen                   |
| 806A    | Fairey Fulmar II                              | 29. Mai bis 19. Oktober 1942                                | Aufklärer                                                 |
| 878     | Grumman Martlet IV                            | 8. Juni bis 18. Oktober 1943                                | –                                                         |
| 890     | Grumman Martlet IV                            | 14. Juni bis 18. Oktober 1943                               | –                                                         |
| 894     | Supermarine Seafire II                        | 24. Juli bis 24. August, 20. September bis 18. Oktober 1943 | an Deck                                                   |
| 847     | Fairey Barracuda II                           | 28. November 1943 bis 18. Juni 1944                         | mit 810 verschmolzen                                      |
| 1830    | Vought Corsair                                | 9. Dezember 1943 bis 28. Juli 1945                          | aufgelöst                                                 |
| 1833    | Vought Corsair                                | 22. Dezember 1943 bis 28. Juli 1945                         | aufgelöst                                                 |
| 832     | Grumman Avenger I                             | 3. bis 25. Mai 1944                                         | später Geleitträger Begum                                 |
| 845     | Grumman Avenger I                             | 3. bis 25. Mai 1944                                         | später Geleitträger Ameer                                 |
| 1837    | Vought Corsair                                | 10. Juni 1944 bis 27. Juli 1944                             | an Victorious abgegeben                                   |
| 854     | Grumman Avenger I                             | 1. Dezember 1944 bis 18. Mai 1945                           | in Ceylon übernommen, Maschinen nach Nowra abgeben        |
| 802     | Hawker Sea Fury FB.11                         | Juli / August 1951                                          | an Theseus abgegeben                                      |
| 815     | Grumman Avenger AS.5                          | 17. September bis 14. Oktober 1954                          | –                                                         |

## Technik

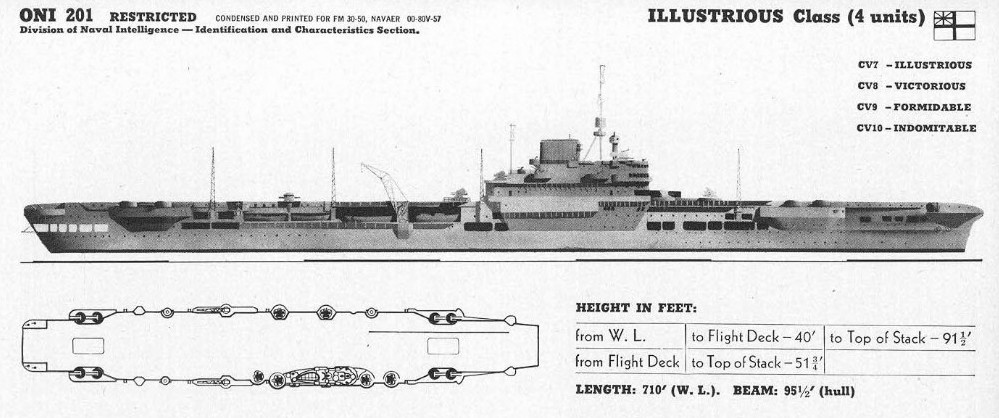
Office of Naval Intelligence recognition drawing of the Illustrious-class carriers

### Schiffsmaße
Die Illustrious hatte eine Gesamtlänge von 229,50 m, eine Länge zwischen den Pendeln von 205,13 und eine Kielwasserlinie von 216,40 m. Das Schiff hatte eine Breite von 29,20 m und einen Tiefgang von 8,69 m. Die Verdrängung lag zwischen 23.000 tn.l. und 28.661 tn.l. Der Schiffshangar war 147 m lang, 18 m breit und 4,87 m hoch.

### Antrieb
Die Illustrious war mit Parsons-Turbinen ausgestattet, die jeweils eine Welle antrieben und insgesamt 111.000 Shp (81.640 kW) entwickelten, mit der sie eine Höchstgeschwindigkeit von 30,5 Knoten (56 km/h) erreichte. Der Dampf wurde von sechs Admiralty-Wasserrohrkesseln geliefert. Das Schiff konnte maximal etwa 4850 tn.l. Heizöl mitführen, was ihm bei 14 Knoten (26 km/h) eine Reichweite von 11.000 Seemeilen (20.372 km) ermöglichte. Die Besatzung des Schiffes bestand aus 1200 Offizieren und Mannschaft.

### Bewaffnung
Die Bewaffnung bestand aus sechzehn 114-mm-Kanonen in acht Zwillingsggeschütztürmen in seitlichen Schwalbennestern, vier auf jeder Breitseite. Die Geschütze waren auf BD-Mk-II***-Lafetten mit einem Seitenrichtbereich von −150 bis +150° montiert. Die Kanonen selbst wogen 2,8 t und hatten bei einer maximalen Elevation von 80° und einer Mündungsgeschwindigkeit von 746 m/s eine Reichweite von 12.500 m. Für die Kanone standen zwei verschiedene Granattypen zur Verfügung. Ein Hochexplosivgeschoss mit einem Gewicht von 39,5 kg und eine panzerbrechende Granate SAP (Semi-Armor Piercing). Die Feuerrate lag bei 15 Schuss pro Minute. Für die Flugabwehr waren achtundvierzig 40-mm-„pom poms“ in Sechsfach-Lafetten installiert, je zwei vor und hinter der Insel und zwei in Schwalbennestern an Backbord.

### Panzerung
Die Illustrious hatte einen Panzergürtel aus Krupp-Zementstahl. Er war mittschiffs 114 mm dick und bedeckte den Maschinenraum die Benzintanks und die Waffenmagazine. Der Gürtel mittschiffs wurde zum Hangardeck, über die Insel und zum Oberdeck über die letzten 9 Meter nach vorn und achtern geführt. Dort endet er in 114-mm-Schotten. Der Hangar war durch 114-mm-Seitenwände und ein 76-mm-Dach geschützt, das einen Teil des Flugdecks bildete. Zusätzliche 76-mm-Panzerung wurde zum Schutz der Steueranlage eingebaut, 38 mm auf dem Flugdeck vor und hinter den Hangarswänden und 25 mm an den Enden des Hangardecks.

### Umbauten
Von 1941 bis zum Ende des Krieges wurde das Flugdeck achtern abgeflacht, um die nutzbare Länge auf 204,2 m zu vergrößern. Die Flugabwehr wurde um insgesamt fünfzig Oerlikon 20-mm- und drei 40-mm-Bofors-Kanonen ergänzt. Das Feuerleitradar Typ 79 wurde durch ein Typ 281 ersetzt und ein weiteres des Typs 285 auf einem der Feuerleitrechner für die 114-mm-Kanonen montiert. Die Feuerleitrechner der 40-mm-„pom poms“ erhielten ein Typ-282-Radar und über der Brücke wurde ein Typ-272-Suchradar installiert.